# 沃尔夫斯堡足球俱乐部 (女子足球)
VfL沃尔夫斯堡女子足球部（德語：Frauenfußballabteilung des VfL Wolfsburg）是设于德国下萨克森州城市沃尔夫斯堡的足球企业“VfL沃尔夫斯堡足球有限公司”的一部分。该企业成立于2011年5月23日，女子足球部则在2003年7月1日组建。部门的一线队现为德国女子足球甲级联赛成员，并曾于2012-13赛季夺得联赛、德国足协杯和欧洲冠军联赛的三冠王。

## 历史
部门的前身是和睦沃尔夫斯堡草地运动俱乐部（VfR Eintracht Wolfsburg）于1973年组建的女子足球部。这支球队最大的成就是进入了1984年的德国足协杯决赛，但以0比2不敌贝尔吉施格拉德巴赫。1990年，和睦沃尔夫斯堡成为德国女子足球甲级联赛的创始成员，并在随后的几年中于北区作赛。1997年，她们则错过了改革为单轨制的德甲联赛。由于俱乐部的破产，球员们遂转投至WSV文德肖特，并以WSV沃尔夫斯堡的名义参加地区联赛。凭借着21胜仅1负的成绩以及121:1的卓越得失球差，新球队在首个赛季便以压倒性的优势夺得地区联赛北区冠军，并轻松通过最终的附加赛后升入德甲。
2003年，该部门被整体转让至VfL沃尔夫斯堡，正式成为隶属于后者女子足球部。在2004-05赛季，球队因排名垫底而不得不降入德乙联赛。她们其后实现的复兴则主要得益于玛蒂娜·穆勒的优异表现，她在单季射入的36球至今仍是联赛最高纪录。在2012-13赛季，VfL沃尔夫斯堡达成三冠王——球队分别夺得了德国足球冠军、德国足协杯冠军（决赛3比2战胜波茨坦涡轮）以及欧洲冠军联赛冠军（决赛1比0战胜卫冕冠军奥林匹克里昂）。一个赛季后（2013-14赛季），沃尔夫斯堡以德国冠军身份捍卫了欧冠冠军头衔（决赛4比3战胜蒂勒瑟），而在德甲联赛也成功卫冕。在这一赛季，沃尔夫斯堡共录得32261人的总上座量以及2933人的场均上座量，同时创造了两项新的联赛纪录。甚至在最后一轮主场对阵法兰克福的“冠军决胜局”中，共吸引了12464人到场观战，成为联赛历史上上座人数最高的场次。
2015年5月1日，沃尔夫斯堡第二次赢得德国足协杯，她们在决赛中以3比0击败了波茨坦涡轮。而次年以2比1击败桑德则使她们延续了这项成功。
沃尔夫斯堡的比赛场地在2014年底前一直设于埃尔斯特径VfL体育场。自2015年起，AOK体育场开始成为“母狼”的新主场。除了德甲队外，部门还有设有另外两支球队。在青训领域，沃尔夫斯堡也设有两支女子队，两者都在参与各自年龄组别的青年联赛的竞争。

## 荣誉
- 欧洲女子冠军联赛冠军（2）：2013年（英语：2012–13 UEFA Women's Champions League）、2014年（英语：2013–14 UEFA Women's Champions League）
- 德国足球冠军（2）：2013年（德语：Fußball-Bundesliga 2012/13 (Frauen)）、2014年（德语：Fußball-Bundesliga 2013/14 (Frauen)）
- 德国足协杯（德语：DFB-Pokal (Frauen)）冠军（3）：2013年（英语：2012–13 DFB-Pokal (women)）、2015年（英语：2014–15 DFB-Pokal (women)）、2016年（英语：2015–16 DFB-Pokal (women)）

## 现役球员
最後更新：2022年8月18日
註釋：國旗表示球員在國際足聯資格規則定義的國家隊。球員可能擁有一個以上非國際足聯國籍。
| 號碼 |            | 位置 | 球員            |
| ---- | ---------- | ---- | --------------- |
| 1    | 德国       | 门将 | 默勒·弗罗姆斯   |
| 2    | 荷兰       | 后卫 | 琳恩·威尔姆斯   |
| 3    | 斯洛文尼亚 | 后卫 | 萨拉·阿格瑞兹   |
| 4    | 德国       | 后卫 | 卡特琳·亨德里希 |
| 5    | 德国       | 中场 | 莱娜·奥伯多夫   |
| 6    | 荷兰       | 后卫 | 多米尼克·扬森   |
| 7    | 德国       | 前锋 | 宝琳·布雷默     |
| 8    | 德国       | 中场 | 莉娜·拉特温     |
| 10   | 德国       | 中场 | 斯文雅·胡特     |
| 11   | 德国       | 前锋 | 亚历山德拉·波普 |
| 12   | 德国       | 门将 | 茱莉亚·沙茨     |

| 號碼 |      | 位置 | 球員                   |
| ---- | ---- | ---- | ---------------------- |
| 14   | 荷兰 | 中场 | 吉尔·罗尔德            |
| 16   | 德国 | 中场 | 桑德拉·斯塔克          |
| 17   | 德国 | 中场 | 克莉丝汀·德曼          |
| 20   | 德国 | 中场 | 皮娅-索菲·沃尔特       |
| 21   | 瑞典 | 前锋 | 丽贝卡·布隆克维斯特    |
| 23   | 冰岛 | 中场 | 斯温迪斯·简·琼斯多蒂尔 |
| 24   | 德国 | 后卫 | 乔伊尔·韦德迈尔        |
| 28   | 德国 | 前锋 | 塔贝亚·瓦斯穆斯        |
| 29   | 德国 | 中场 | 祖莉·白蘭特            |
| 30   | 德国 | 门将 | 丽莎·怀特              |
| 31   | 德国 | 后卫 | 玛丽娜·黑格林          |
| 77   | 波兰 | 门将 | 凯瑟琳·基尔兹涅克      |